# Tlanipatla, Chilapa de Álvarez
Tlanipatla är en ort i Mexiko.   Den ligger i kommunen Chilapa de Álvarez och delstaten Guerrero, i den södra delen av landet, 210 km söder om huvudstaden Mexico City. Tlanipatla ligger 1 537 meter över havet och antalet invånare är 665.
Terrängen runt Tlanipatla är lite bergig. Runt Tlanipatla är det ganska glesbefolkat, med 39 invånare per kvadratkilometer. Närmaste större samhälle är Chilapa de Alvarez, 7,5 km norr om Tlanipatla. I omgivningarna runt Tlanipatla växer huvudsakligen savannskog.